# Levan Arabuli
Levan Arabuli (in georgiano ლევან არაბული?; Mtskheta-Mtianeti, 29 marzo 1992) è un lottatore georgiano, specializzato nella lotta greco-romana.

## Palmarès
- Europei

Novi Sad 2017: bronzo nei 130 kg.
Roma 2020: argento nei 130 kg.